# Giuseppe Lauricella
Giuseppe Lauricella (Agrigento, 15 dicembre 1867 – Catania, 9 gennaio 1913) è stato un matematico e fisico italiano.

## Biografia
Laureatosi in matematica a Pisa, ebbe come maestri Ulisse Dini, Vito Volterra e Luigi Bianchi. In quest'ateneo, fu assistente dal 1892, quindi, dal 1895 in poi, insegnò negli istituti tecnici, fin quando, nel 1898, fu nominato professore di calcolo infinitesimale all'Università di Catania. Nel 1910, passò all'Università di Roma, ma vi rimase un solo anno poiché, nel 1911, volle ritornare all'ateneo etneo, insegnandovi fino alla prematura scomparsa - nel 1913 - duramente segnata dalla sofferenza per la scarlattina contratta nell'assistere un figlio ammalato.
Lavorò principalmente in analisi e fisica matematica, con contributi notevoli in teoria dell'elasticità. In particolare, è noto per alcune generalizzazioni delle serie ipergeometriche a molte variabili di Paul Appell e Joseph Kampé De Fériet, come pure per alcuni teoremi di chiusura di sistemi ortogonali di funzioni.
Fu socio dell'Accademia nazionale dei Lincei dal 1907.